# Buc-ee's
Buc-ee's Holdings, Inc., comúnmente conocida como Buc-ee's, es una cadena estadounidense de tiendas de conveniencias, Estacion de servicio y cargadores de vehículos eléctricos creada y propiedad de Arch "Beaver" Aplin III, con sede en Lake Jackson, una ciudad al sur de Houston. La cadena se fundó en 1982 en Clute, junto al lago Jackson, y comenzó su expansión con su primer establecimiento comercial en Luling, al sur de Austin, Texas, en 2003. La empresa comenzó a expandirse fuera de Texas en 2018 con la apertura de una sucursal en el condado de Baldwin, Alabama y desde entonces abrió tiendas en Georgia, Florida, Kentucky, Carolina del Sur, Tennessee, Colorado y Missouri con nuevas ubicaciones planeadas para Carolina del Norte, Mississippi, Ohio, Virginia, Luisiana, Arkansas, Arizona, Kansas, Wisconsin y Oklahoma.
A partir de junio de 2024, el establecimiento Buc-ee's más grande se encuentra en Luling, Texas. La cadena también se ha hecho conocida por la limpieza de sus baños y su mascota. Sus baños han ganado un reconocimiento significativo, ganando el premio Cintas al "Mejor baño de Estados Unidos" en 2012.
La cadena es popular en comparación con otras gasolineras debido a su gran base de clientes que han demostrado ser clientes frecuentes durante un largo período de tiempo.

## Historia

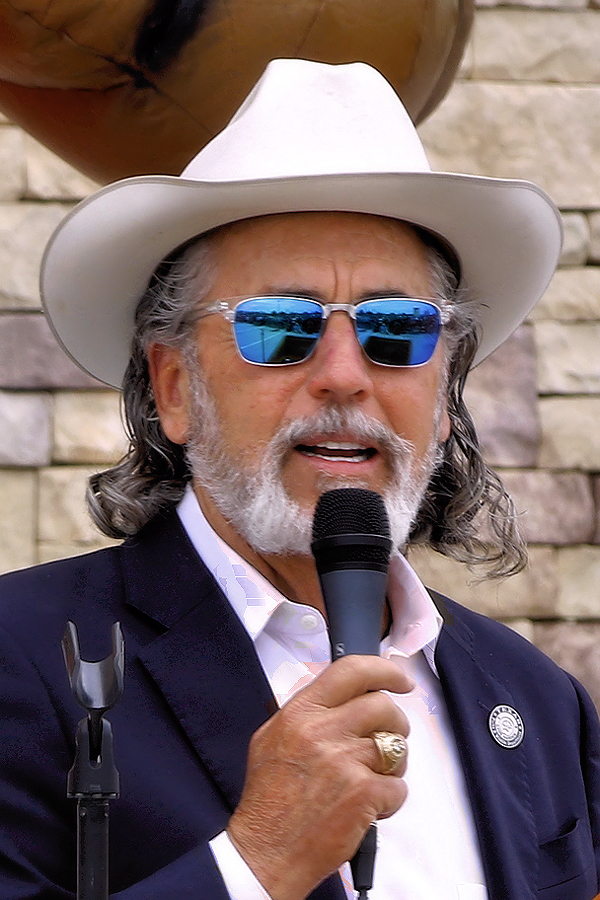
Arch "Beaver" Aplin

En 1982, el fundador Arch "Beaver" Aplin fue socio en la apertura de una tienda en Clute, Texas, la primera en llevar el nombre "Buc-ee's". Formó el nombre Buc-ee's combinando su apodo de la infancia; el nombre de su labrador retriever, Buck; así como el atractivo de la mascota animada de la pasta de dientes Ipana, Bucky el castor.  Buc-ee's se expandió y abrió su primer establecimiento en Luling en 2003.
En 2012, Buc-ee's abrió su establecimiento más grande en New Braunfels, Texas, en la Interestatal 35. La tienda de New Braunfels era la tienda de conveniencia más grande del mundo con 6317 metros cuadrados, pero el 26 de junio de 2023, el Buc-ee's de Sevierville, Tennessee abrió sus puertas y se convirtió en la tienda de conveniencia más grande del mundo con 6940 metros cuadrados. La tienda de Sevierville fue superada en tamaño por una nueva tienda en Luling, Texas, de 6967 metros cuadrados el 10 de junio de 2024.
Después de una importante expansión en el área metropolitana de Houston y el centro de Texas, el primer Buc-ee's en el área metropolitana de Dallas-Fort Worth abrió sus puertas en Terrell, Texas, el 22 de junio de 2015. 

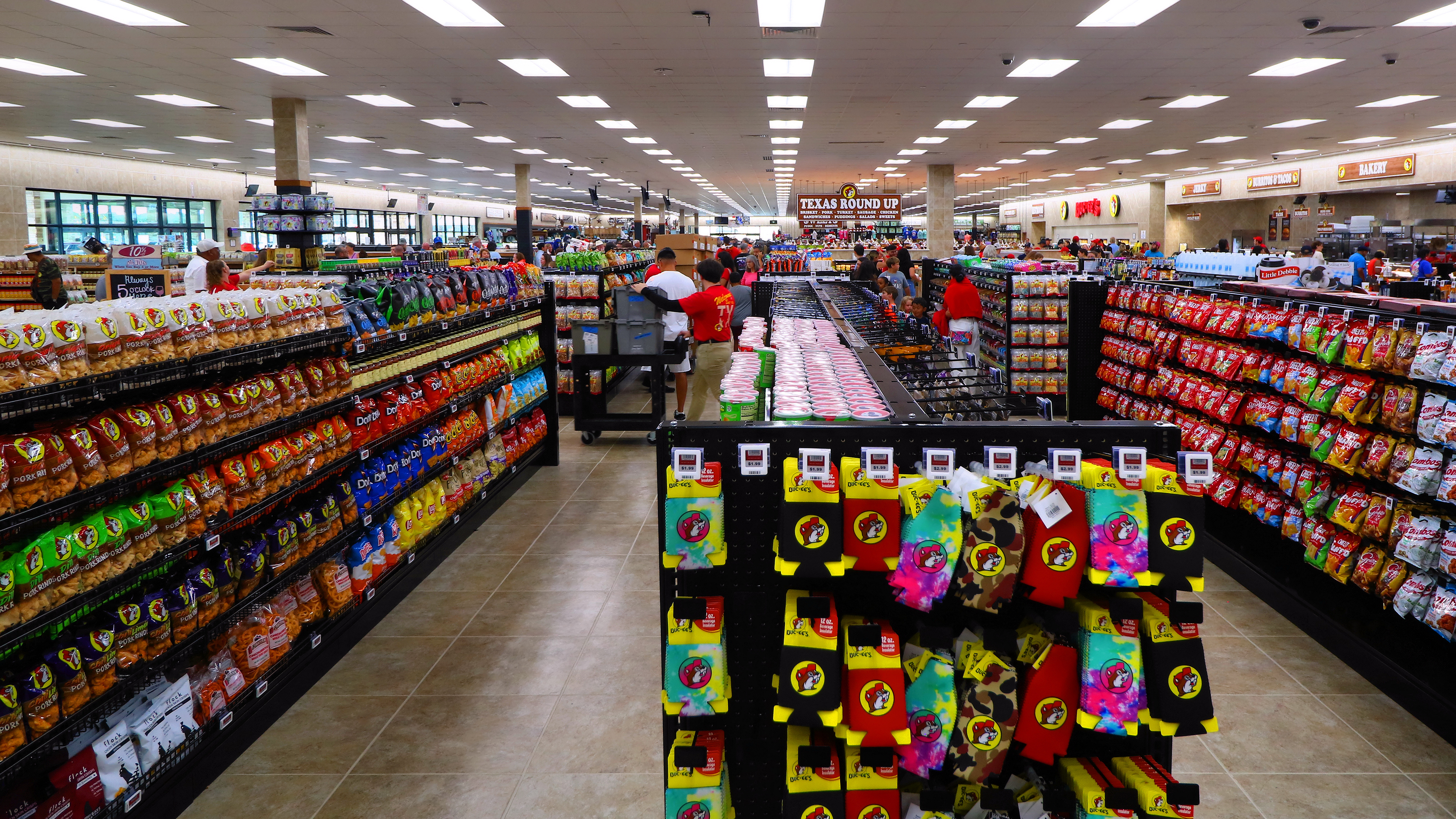
Dentro de Buc-ee's en Luling

En septiembre de 2015, se anunció que al menos parte de las operaciones corporativas de Buc-ee se trasladarían a un espacio de oficinas en Pearland Town Center. La “sede parcial” albergaría los departamentos jurídico y de recursos humanos de la empresa. El espacio estuvo listo a principios de 2016.  El segundo Buc-ee's en el área metropolitana de Dallas-Fort Worth, el local número 32 en Texas, abrió sus puertas el 23 de mayo de 2016. La tienda está en el extremo norte de Fort Worth, al otro lado de la calle del Texas Motor Speedway. La tercera ubicación de DFW abrió en Denton, Texas, el 29 de octubre de 2018.
Buc-ee's estableció otro North Texas en Melissa, Texas, el 5 de febrero de 2018. La tienda está ubicada cerca de New Davis Road y la autopista US 75 y abrió sus puertas el 29 de abril de 2019.

### Expansión fuera de Texas
El 8 de marzo de 2016, Buc-ee's anunció una posible primera ubicación para una tienda fuera del estado de Texas en Baton Rouge, Luisiana. Se esperaba que el local abriera a principios de 2017; sin embargo, el 4 de octubre de 2016, Buc-ee's anunció que los planes para el local de Baton Rouge habían sido cancelados.
El 12 de abril de 2017, Buc-ee's anunció que abriría su primera tienda fuera de Texas en Daytona Beach, Florida. La construcción comenzó en el verano de 2018. Sin embargo, los retrasos en el proyecto retrasaron la fecha de construcción hasta 2021. Desde el anuncio de la ubicación en Daytona Beach, Buc-ee's también anunció que se abriría una nueva tienda en St. Augustine, Florida. La sucursal de San Agustín abrió por primera vez el 23 de febrero de 2021 y la tienda de Daytona abrió el 22 de marzo de 2021.

## Ubicaciones
A partir de julio de 2024, Buc-ee's tiene 50 sucursales activas en Alabama, Florida, Georgia, Kentucky, Missouri, Carolina del Sur, Tennessee, Colorado y Texas. En enero de 2024, la empresa anunció la apertura de su primera tienda en Carolina del Norte.
| Estado           | Ubicaciones |
| ---------------- | ----------- |
| Texas            | 35          |
| Alabama          | 4           |
| Florida          | 2           |
| Georgia          | 2           |
| Tennesse         | 2           |
| Kentucky         | 2           |
| Misuri           | 1           |
| Carolina del Sur | 1           |
| Colorado         | 1           |

## Productos y servicios

### Alimento

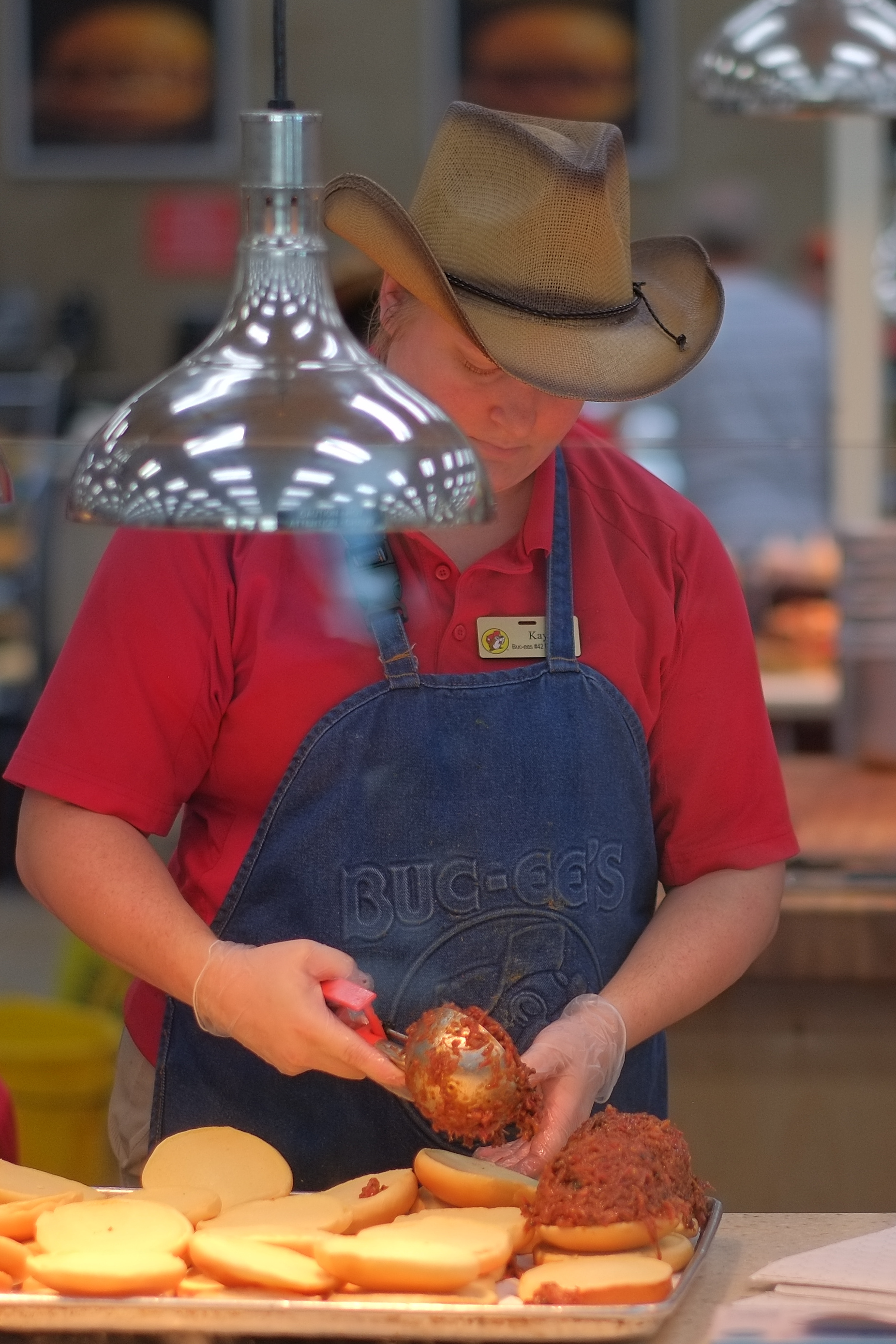
Un empleado de Buc-ee's en una tienda de Alabama preparando un sándwich de barbacoa, julio de 2023

Todas las tiendas incluyen panadería, sanguches y ensaladas, sección de refrigerios, refrescos, café y una estación de helados. Las tiendas ofrecen diversos sabores de dulces y snack de carne seca. La oferta incluye galletas, kolaches (pasteles checos) y otros pasteles en la panadería, sándwiches de brisket a la barbacoa, sándwiches de pollo y tacos, tazones, burritos y sándwiches de desayuno en la barra de brisket, además de wraps y sándwiches de fiambre. También se pueden adquirir vasos envasados de fruta, verduras y postres. La compañía ha producido muchos de sus propios refrigerios originales, incluyendo las papas fritas Beaver, hechas en el lugar. El refrigerio más destacado son los "Beaver Nuggets" (bocadillos de maíz inflado con sabor), su producto más vendido.

### Recuerdos y mercancía en general
Además de comida y bebida, la empresa ofrece una variedad de recuerdos generales y regionales, incluidas prendas de vestir y obras de arte. La cadena ofrece su propia marca de ropa, que abarca desde camisetas hasta gorras, pantalones, peluches, trajes de baño y mantas. Las tiendas también venden artículos de cocina en general: sartenes de hierro fundido, recipientes para alimentos, tazas, cristalería, libros de cocina, hieleras y termos, entre otros. Los productos de viaje generales se venden junto con accesorios para teléfonos. En varios lugares se venden equipos y artículos de caza, además de productos para actividades al aire libre, como parrillas y fogatas.

### Combustible
Todas las tiendas Buc-ee's cuentan con entre 80 y 120 surtidores de gasolina, con opciones que van desde gasolina sin plomo (87, 89, 91 y 93 octanos, generalmente) hasta diésel. Algunas tiendas también ofrecen combustible sin etanol y líquido de escape diésel .

#### Supercargadores Tesla

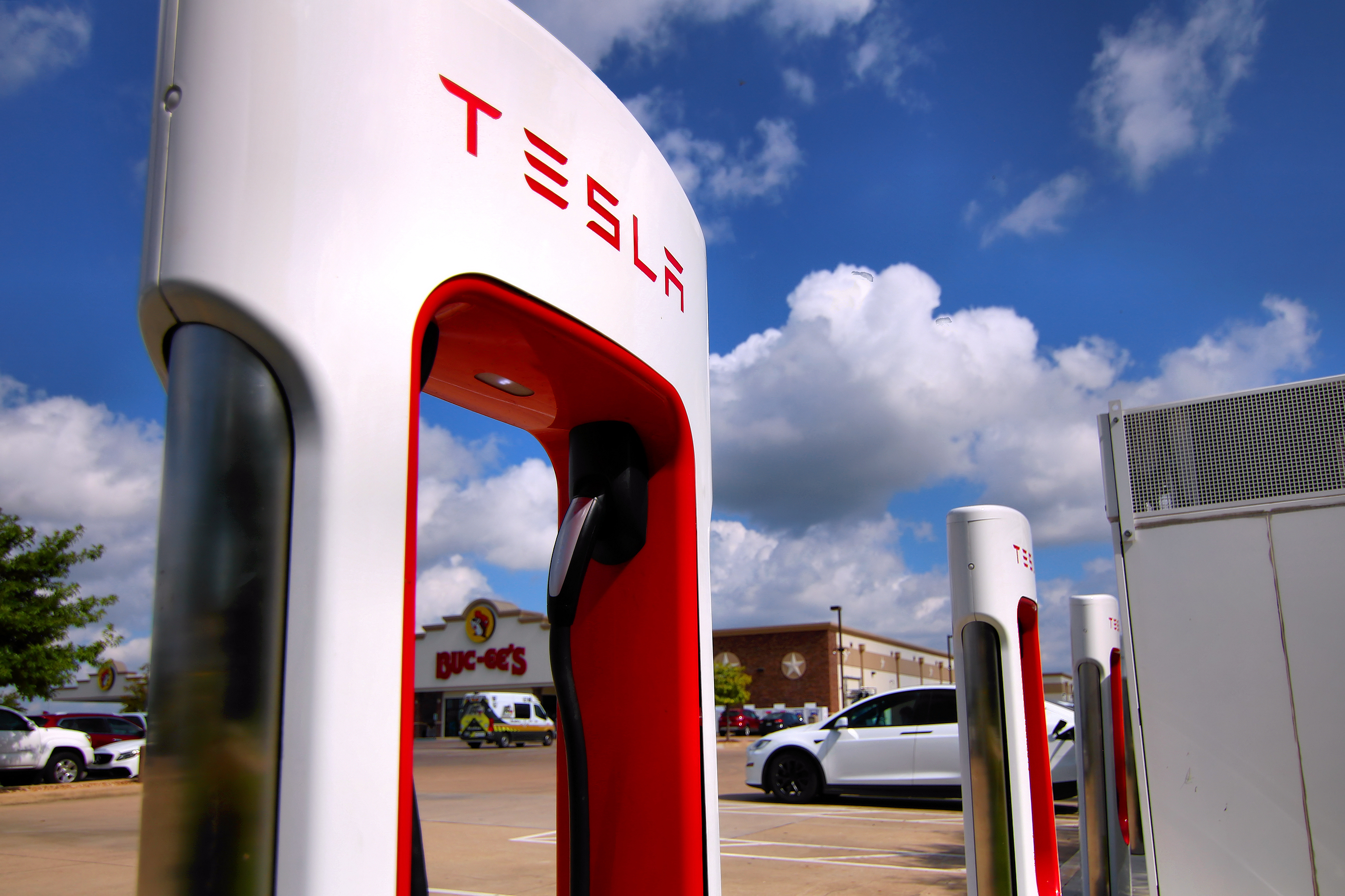
Supercargadores en Buc-ee's en Bastrop, Texas, agosto de 2024

En noviembre de 2021, CleanTechnica informó que Tesla abriría Supercargadores en 26 sucursales de Buc-ee's en 7 estados. En febrero de 2023 había Supercargadores operativos en más de la mitad de las ubicaciones planificadas, incluso en Alabama (Leeds y Robertsdale); Florida (St. Augustine); Carolina del Sur (Florence); Tennessee (Crossville); y Texas (Bastrop, Baytown, Ennis, Giddings, Katy, Madisonville, Melissa, New Braunfels y Wharton). Desde entonces, se han agregado más Supercargadores en más ubicaciones, como en Colorado (Berthoud); Florida (Daytona Beach); Georgia (Adalrsville y Fort Valley); Kentucky (Richmond); Tennessee (Kodak); y Texas (Denton, Fort Worth, Luling, Pearland, Royse City, Temple, Terrell y Waller).

### Lavado de autos
A partir de julio de 2024, Buc-ee's tiene lavados de autos disponibles en diez de sus ubicaciones, siete en el estado de Texas, uno en Alabama, uno en Tennessee y uno en Florida. El más largo de ellos, en Katy, Texas, ostenta el récord del lavadero de coches más largo del mundo, con una cinta transportadora de 255 pies (77,7 m).

## Litigio

La mascota "Buc-ee el Castor" en Daytona Beach, Florida, julio de 2024

En los últimos años, durante el rápido crecimiento del éxito de la empresa, Buc-ee's ha presentado numerosas demandas contra otras cadenas de tiendas de conveniencia, la mayoría de ellas con sede en Texas, por violación de marca registrada y imagen comercial .
En 2014, Buc-ee's presentó una demanda contra la cadena de tiendas de conveniencia "Frio Beaver", con sede en Texas. Frio Beaver, una empresa cuyo logotipo también representa un castor en un círculo amarillo con un contorno negro, fue acusada de copiar el icónico logotipo de cabeza de castor de Buc-ee's, por el que la empresa es ampliamente conocida en Texas. El caso se resolvió extrajudicialmente en diciembre de 2014; B&B Grocery Inc. acordó dejar de usar el logotipo y la mascota "Frio Beaver". En 2016, Buc-ee's demandó a "Choke Canyon BBQ", otra tienda de conveniencia de Texas, por violación de derechos de autor y presentación comercial. Choke Canyon utiliza un logotipo de un caimán sonriente en el medio de un círculo amarillo, lo que, según Buc-ee's, es un intento de la cadena de parecerse al logotipo de Buc-ee's. Choke Canyon también llama a sus nuevas tiendas "Bucky's". Choke Canyon perdió la demanda federal en mayo de 2018 cuando Choke Canyon cambió su logotipo a un vaquero dentro de un círculo naranja.
En 2017, Buc-ee's volvió a presentar una demanda por incumplimiento de un acuerdo, esta vez contra una cadena de tiendas de conveniencia con sede en Nebraska conocida como "Bucky's". Las dos compañías habían acordado permanecer en sus respectivos estados y expandirse sólo a estados donde la otra no operaba. La demanda fue desestimada. En 2013, se presentó una demanda no relacionada con el logotipo contra "Chicks", una tienda de conveniencia en Bryan, Texas, por presentación comercial al supuestamente copiar los diseños y la distribución de la megatienda de conveniencia Buc-ee. El caso se resolvió extrajudicialmente.
Buc-ee's también perdió un caso del Acuerdo de Retención de Empleados de Texas en apelación en 2017. Un año después de que un tribunal de primera instancia ordenó a un ex empleado pagar a Buc-ee's cerca de $100,000 en daños y honorarios de abogados por violar un "acuerdo de retención", un tribunal de apelaciones de Texas revocó la decisión y ordenó que Buc-ee's no tomara nada de sus reclamos contra el ex empleado. El tribunal razonó que el contrato violaba la doctrina de empleo a voluntad de Texas y no cumplía con los requisitos del acuerdo de no competencia de Texas, por lo que no era ejecutable.
En 2023, el arte cruzado del castor de Buc-ee y Hatsune Miku fue tendencia en Twitter. Un artista residente en Austin, Texas, se atribuyó la responsabilidad de crear "Bucsune Miku". En respuesta, Buc-ee's envió al artista una carta de cese y desistimiento con respecto a las pegatinas y el uso del logotipo del castor. El artista anunció que ya no proporcionaría las pegatinas a través de su tienda ni como regalo para apoyar su trabajo mediante propinas.